# Jerry Blevins
Jerry Richard Blevins, ameriški bejzbolist, * 6. september 1983, Johnson City, Tennessee, ZDA. 
Blevins je poklicni metalec in trenutno član razbremenilskega kadra ekipe New York Mets.

## Univerzitetna kariera
Po uspešno zaključenemu šolanju na srednji šoli Arcadia High School v mestu Arcadia, Ohio, se je Blevins pridružil bejzbolski ekipi Univerze v Daytonu, kjer je v dveh letih zbral 7 zmag in štiri poraze v skupno 21-ih tekmah. 

## Poklicna kariera
Blevins je bil s strani ekipe Chicago Cubs izbran v 17. krogu nabora lige MLB leta 2004 s skupno 516. izbiro. S klubom je pogodbo sklenil 23. junija tega leta in svojo poklicno pot pričel pri ekipi Boise Hawks na stopnji Single-A, kjer je metal na 23-ih tekmah. 
V letu 2005 se je preselil v Peorio, a se nato v letu 2006 vrnil v Boise (obe ekipi sta na stopnji Single-A). Kasneje v sezoni 2006 je igral tudi v Daytoni na stopnji Single-A in West Tennu na stopnji Double-A. 
Leto 2007 je pričel v Daytoni. Tam je metal na 15-ih tekmah in enkrat zmagal, dovoljeval pa 0,38 teka. 15. maja 2007 je sledilo napredovanje na stopnjo Double-A, natančneje k ekipi Tennessee Smokies, kjer je na 23-ih tekmah dovoljeval po 1,53 teka. V nižjih podružnicah kluba iz Chicaga je skupno igral le na 38 tekmah in dovoljeval po 1,02 teka, ko je bil 16. julija 2007 udeležen v menjavi. V Chicago je v zameno zanj in za Roba Bowena odšel Jason Kendall.
Ob prihodu v Oakland je bil napoten v nižjo podružnico na stopnji Double-A v Midlandu. Tam je v 17-ih tekmah dovoljeval po 3,32 teka. 31. avgusta 2007 je bil povišan na stopnjo Triple-A v Sacramento, kjer je na zadnji tekmi sezone prejel zasluge za zmago, po tem ko je pridobil zadnji dve izločitvi, brez da bi predal tek. Ekipi je tudi pomagal pri osvojitvi naslova lige Pacific Coast League. Po zmagi je bil 15. septembra 2007 povišan v ligo MLB. 
V letu 2007 je Blevins igral pri štirih različnih nižjih podružnicah in na 56-ih tekmah dovoljeval po 1,63 teka. V 77-ih menjavah je z udarci izločil 102 odbijalca. 
16. septembra 2007 je Blevins prvič nastopil v ligi MLB. V 9. menjavi tekme proti ekipi Texas Rangers je brezhibno opravil svoje delo, ki ga je zaključil z izločitvijo Davida Murphya z udarci.
Blevins je bil 23. maja 2011 pogojno odpuščen,  Kasneje je bil ponovno napisan na seznam 40-ih mož, bil 19. julija ponovno pogojno odpuščen in nato dan kasneje ponovno dodan na omenjeni seznam.